# Tournoi de go d'Amsterdam
Le tournoi international de go d'Amsterdam est un des plus grands tournois des Pays-Bas de jeu de go
Ce tournoi est considéré comme l'un des plus grands d'Europe en tant qu'épreuve régulière de la Coupe européenne de go. Il fait partie des tournois comme le tournoi de Paris qui ont toujours fait partie de la coupe européenne.
À partir de 2011, Pandanet a décidé de sponsoriser le Championnat européen de go par équipes et a donc mis fin au support de la Coupe européenne de go.